# Siobhán McSweeney
Siobhán McSweeney (Aherla, Condado de Cork; 27 de diciembre de 1979) es una actriz y presentadora irlandesa ganadora del Premio BAFTA. Es más reconocida por su papel de la hermana Michael, en la serie Derry Girls, creada y escrita por Lisa McGee y emitida entre 2018 y 2022 en Channel 4 y en Netflix.

## Educación
McSweeney nació en Aherla, condado irlandés de Cork, donde creció. Antes de dedicarse a la interpretación, se licenció en Ciencias en el Universidad Colegio Cork. En 2001 se trasladó a Londres, donde consiguió una plaza en la Central School of Speech and Drama.

## Carrera
El primer papel de McSweeney fue en 2006 como Julia en la película El viento que agita la cebada. En 2015, interpretó a Una Gilbert en la película Mr. Holmes. Ese mismo año, interpretó a Ruth Cheetham en Sin delito. En 2016, interpretó a Audrey en As You Like It en el National Theatre Live y tuvo el papel de Witzender en la película Alicia a través del espejo. En 2017, interpretó a una trabajadora social en el cortometraje Big Dog.
Entre 2018 y 2022, McSweeney interpretó el papel de la hermana Michael en la comedia de Channel 4 Derry Girls, escrita por Lisa McGee. También interpretó a Petra en tres episodios de Collateral. En 2019, McSweeney interpretó el papel de Boring Noreen en la película Extra Ordinary. También interpretó a Alice la serie de televisión Porters on Dave. En 2020, apareció en los cortometrajes The Widow y Scrubber.
Fuera de la actuación, McSweeney también ha hecho apariciones como invitada en programas de televisión como Sunday Brunch y Front Row Late. Desde enero de 2021, ha sido la presentadora de The Great Pottery Throw Down en Channel 4. No apareció en los episodios iniciales de la serie de 2022, después de romperse la pierna en dos lugares, por lo que Ellie Taylor la sustituyó. En 2023, apareció en un episodio de famosos de Catchphrase y ganó casi 30 000 libras para su organización benéfica, The Maya Centre, en el norte de Londres.

## Vida personal
El 8 de noviembre de 2019, el piso de McSweeney en Londres se incendió debido a un adaptador doble cúbico que se había caído del enchufe. McSweeney estaba fuera en ese momento, pero reveló que había desarrollado ansiedad tras el incidente.
En el verano de 2021 se fracturó ambas piernas. En la última temporada de Derry Girls, emitida en 2022, se redujo su participación, haciendo sus apariciones portando muletas, omitiendo las preguntas en la serie de las alumnas sobre el motivo de llevarlas.

## Filmografía
| Año       | Película/Televisión                   | Papel                  | Notas                         |
| --------- | ------------------------------------- | ---------------------- | ----------------------------- |
| 2006      | El viento que agita la cebada         | Julia                  | No acreditada                 |
| 2007      | Emmerdale                             | Enfermera #2           | 1 episodio                    |
| 2011      | National Theatre Live: The Kitchen    | Anne                   |                               |
| 2013      | London Irish                          | Aoife                  | 1 episodio                    |
| 2013–2014 | The Fall                              | Mary McCurdy           | 7 episodios                   |
| 2015      | Mr. Holmes                            | Una Gilbert            | No acreditada                 |
| 2015      | No Offence                            | Ruth Cheetham          | 6 episodios                   |
| 2016      | National Theatre Live: As You Like It | Audrey                 |                               |
| 2016      | Alicia a través del espejo            | Witzender              |                               |
| 2017      | Big Dog                               | Trabajadora social     | Cortometraje                  |
| 2018–2022 | Derry Girls                           | Hermana Michael        | Papel principal: 18 episodios |
| 2018      | Collateral                            | Petra                  | 3 episodios                   |
| 2019      | Extra Ordinary                        | Boring Noreen          |                               |
| 2019      | Porters                               | Alice                  | 3 episodios                   |
| 2020      | The Widow                             | Eileen                 | Cortometraje                  |
| 2020      | Anthony                               | Luighseach Kelly       | Película para televisión      |
| 2020      | Scrubber                              | Scrubber               | Cortometraje                  |
| 2020      | Nowhere Special                       | Pam                    |                               |
| 2021      | The Electrical Life of Louis Wain     | Dr. Cooke              |                               |
| 2021–act. | The Great Pottery Throw Down          | Como ella misma        |                               |
| 2022      | Holding                               | Bríd Riordan           | 4 episodios                   |
| 2022      | Kepler 62F                            | Admiral Pix's sidekick |                               |
| 2022      | Redemption                            | Jane Connolly          | 6 episodios                   |
| 2022      | Murdoch Mysteries                     | Tía Oleander           | 2 episodios                   |
| 2023      | Extraordinary                         | Mary                   | 4 episodios                   |
| 2023      | Finding Brigid                        | Presentadora           | 1 episodio                    |